# L'ora della sinfonia
L'ora della sinfonia (Symphony Hour) è un film del 1942 diretto da Riley Thomson. È un cortometraggio animato della serie Mickey Mouse, prodotto dalla Walt Disney Productions e uscito negli Stati Uniti il 20 marzo 1942, distribuito dalla RKO Radio Pictures.
Il film segnò l'ultima apparizione cinematografica di Orazio Cavezza, Clarabella e Chiquita per oltre 40 anni, prima del loro ritorno nel Canto di Natale di Topolino (1983).
L'ora della sinfonia ha delle somiglianze con il film del 1935 Fanfara. Leonard Maltin ha chiamato questo corto "una versione alla Spike Jones di Fanfara".

## Trama
Il maestro Topolinskij (Topolino) dirige un'orchestra radiofonica eseguendo l'overture della Cavalleria leggera di Franz von Suppé. Lo sponsor Sylvester Maccheroni (Pietro Gambadilegno, chiamato in originale "Macaroni") ne ordina una nuova esecuzione dal vivo. Purtroppo però, proprio il giorno dell'esibizione, Pippo fa cadere gli strumenti musicali sotto un ascensore che li distrugge. Così i musicisti cercano di arrangiarsi con quel che resta degli strumenti, ma i suoni che ne escono producono solo effetti comici. Un irritato Paperino cerca di andarsene via, ma Topolinskij lo minaccia con una pistola intimandogli di tornare immediatamente al suo posto ed eseguire il pezzo finale. Alla fine, Maccheroni scoppia a piangere perché è sicuro che lo spettacolo sia stato un fiasco, ma poi torna a sorridere quando sente il pubblico applaudire capendo che lo spettacolo è stato un enorme successo, così inizia a baciare Topolinskij congratulandosi del suo successo.

## Distribuzione

### Edizione italiana
Il corto fu distribuito in Italia il 2 settembre 1970 all'interno del programma Topolino Story e fu incluso nel 1985 nella VHS Serie oro - Topolino in lingua originale. Nel 1992, per l'inserimento nella VHS I Miniclassici - Pierino e il lupo, il corto fu doppiato dal Gruppo Trenta. Tale doppiaggio è stato usato nelle varie occasioni successive.

### Cinema
- Topolino Story (2 settembre 1970)[3][4]

### Edizioni home video

#### VHS
- Serie oro - Topolino (giugno 1985)[5]
- Pierino e il lupo (marzo 1992)[1]
- VideoParade vol. 5 (marzo 1993)[6]

#### DVD
Il cortometraggio è incluso nel DVD Walt Disney Treasures: Topolino star a colori - Vol. 2.